# 王东保
王东保（1915年—2000年），中国人民解放军将领、中国人民解放军开国少将。
曾任中国人民解放军41军军长。1955年，授予中国人民解放军少将。